# Хеннинг Шиндекопф
Хенниг Шиндекопф (нем. Henning Johann Schindekopf; 1330 — 17 февраля 1370) — титулованный рыцарь Тевтонского ордена. Уроженец Вестфалии, расположенной в Священной Римской Империи, Шиндекопф был упомянут в качестве Тевтонского брата в Кенигсберге в 1348 году. Два года спустя был комтуром в Рагните и участвовал в кампаниях против Жемайтии и Великого княжества Литовского. В 1354 году Шиндекопф был назначен комтуром Бальги. Эта должность позволила ему в 1357 дать городские права Кентшину. Великий магистр Винрих фон Книпроде (Winrich von Kniprode) способствовал тому, что в 1359 (1360) Шиндекопф получил должность комтура Кенигсберга. С 1359 года — маршал Тевтонского ордена.
Шиндекопф погиб от удара копьем во время битвы при Рудау в 1370 году.

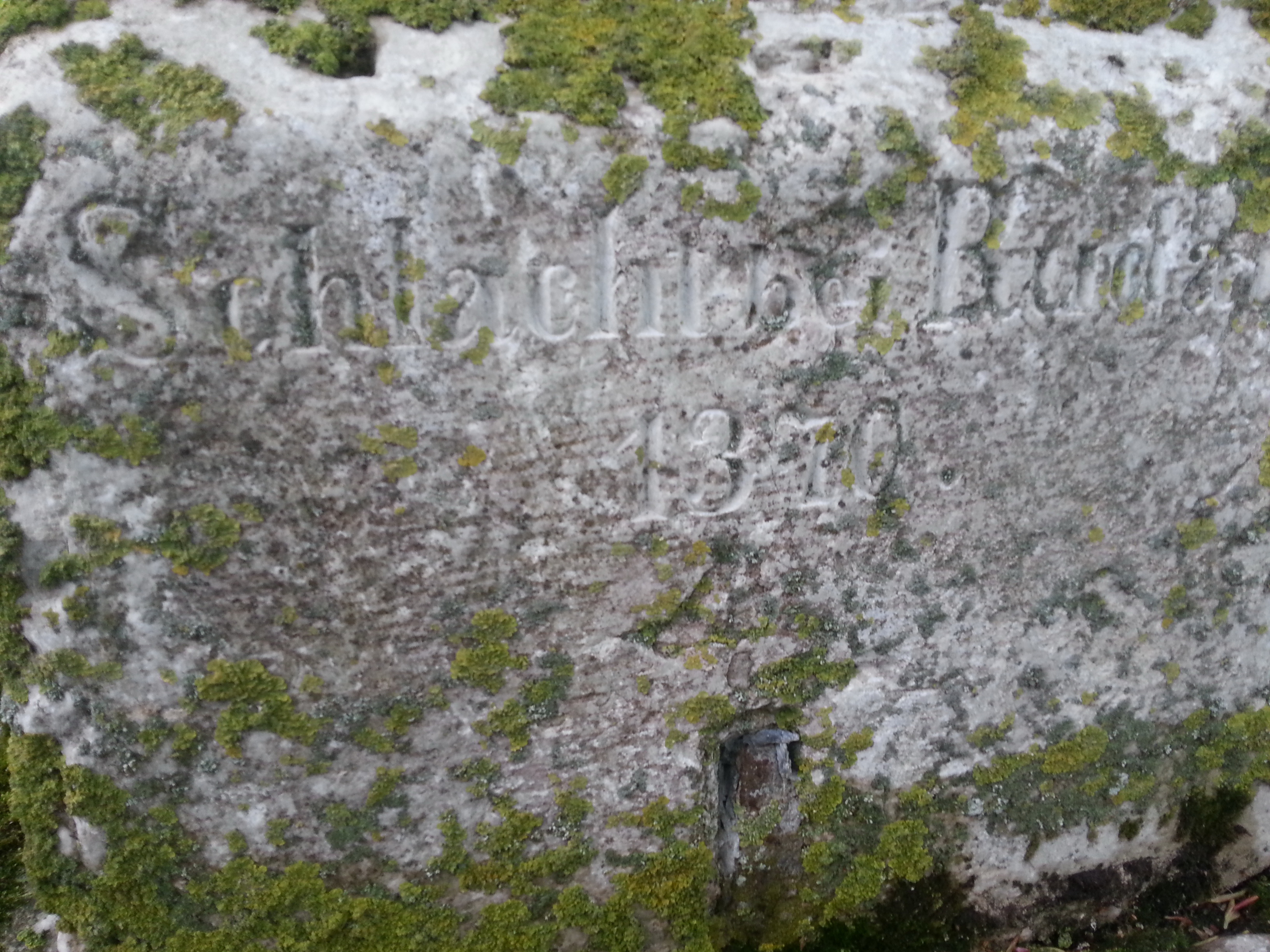
Оборотная сторона надгробного памятника с надписью «Битва при Рудау. 1370»

В память о Шиндекопфе недалеко от Трансау (ныне Озерово), на месте, где он погиб, был возведён памятник, дважды реставрировавшийся в XIX веке. В кирхе в Кведнау находилась броня, которая якобы принадлежала Шиндекопфу. Улица Schindekop-Straße в Кенигсберге (расположенная в районах Vorderhufen и Tragheimssdorf) была названа в честь рыцаря. Поэтесса Агнес Мигель также написала балладу о нём.